# Cơ chế Kelvin–Helmholtz
Trong vật lý thiên văn, cơ chế Kelvin–Helmholtz là một quá trình thiên văn xảy ra khi bề mặt của một ngôi sao hay hành tinh nguội đi, khiến áp suất bên trong giảm và làm ngôi sao hay hành tinh đó co lại. Sự co này lại làm tăng áp suất và làm nóng lõi của thiên thể đó, sau đó cả quá trình này tiếp tục lặp lại. Hiện tượng này có thể thấy rõ trên sao Mộc và sao Thổ và những sao lùn nâu với nhiệt độ trung tâm không đủ cao để xảy ra phản ứng nhiệt hạch. Người ta ước tính sao Mộc nhận được nhiều nhiệt từ quá trình này hơn là từ Mặt Trời, nhưng sao Thổ thì có thể không. Hiện tượng này làm sao Mộc co khoảng hai centimet mỗi năm.

## Lịch sử
Cơ chế này được đề xuất lần đầu bởi Kelvin và Helmholtz vào cuối thế kỷ 19 để giải thích cho nguồn gốc năng lượng của mặt trời. Đến giữa thế kỷ thứ 19, bảo toàn năng lượng đã được chấp nhận rộng rãi, và một hệ quả của định luật này là mặt trời phải có một nguồn năng lượng nào đó để tiếp tục chiếu sáng. Do phản ứng hạt nhân chưa được biết đến lúc bấy giờ, lời lý giải chính cho nguồn năng lượng này là sự co hấp dẫn. Sử dụng cơ chế này, Helmholtz đã đưa ra tuổi xấp xỉ của Trái Đất là 20 triệu năm, phù hợp với các tính toán của Kelvin.
Tuy nhiên, đến đầu thế kỷ 20, các bằng chứng địa chất và sinh học đã cho thấy tuổi của Trái Đất lên đến hàng trăm triệu hay hàng tỉ năm. Nguồn năng lượng thực sự của mặt trời vẫn là ẩn số đến tận thập niên 1930, khi Hans Bethe xây dựng trên những kết quả trước đó, kết luận nó là phản ứng nhiệt hạch.

## Năng lượng sinh ra
{{further|Năng lượng ràng buộc hấp dẫn]]
Người ta từng coi thế năng hấp dẫn từ sự co của mặt trời có thể là nguồn cung cấp năng lượng cho nó. Để tính lượng năng lượng phát ra bởi mặt trời sử dụng cơ chế như vậy (giả sử khối lượng riêng là đồng nhất), ta coi nó là một hình cầu cấu thành từ những lớp đồng tâm giống củ hành. Thế năng hấp dẫn có thể được tính là tích phân trên tất cả lớp vỏ từ tâm đến bề mặt quả cầu.
Thế năng trọng trường trong cơ học Newton được định nghĩa là:
{\displaystyle U=-{\frac {Gm_{1}m_{2}}{r}},}
trong đó G là hằng số hấp dẫn. Ta xét m1 và m2 lần lượt là khối lượng ngôi sao nằm trong bán kính r và khối lượng của một lớp có độ dày dr. Khi lấy tích phân của r chạy từ 0 đến bán kính của khối cầu, ta được:
{\displaystyle U=-G\int _{0}^{R}{\frac {(4\pi r^{2}\rho )({\tfrac {4}{3}}\pi r^{3}\rho )}{r}}dr=-{\frac {16}{3}}G\pi ^{2}\rho ^{2}\int _{0}^{R}{r^{4}}dr=-{\frac {16}{15}}G{\pi }^{2}{\rho }^{2}R^{5},}
trong đó R là bán kính của quả cầu, ρ là khối lượng riêng của ngôi sao. Viết lại biểu thức cuối theo khối lượng của quả cầu cho ta thế năng hấp dẫn là:
{\displaystyle U=-{\frac {3GM^{2}}{5R}}.}
Mặc dù ngôi sao thực sự không đồng nhất, ta có thể ước tính đại khái tuổi của mặt trời bằng cách sử dụng những giá trị đã biết cho khối lượng và bán kính mặt trời, sau đó chia cho độ sáng mặt trời (chỉ là xấp xỉ do năng lượng phát ra từ Mặt Trời thay đổi theo thời gian). Từ đó ta có thể xấp xỉ tuổi của mặt trời là:
{\displaystyle {\frac {U_{\text{r}}}{L_{\odot }}}\approx {\frac {1.1\times 10^{41}~{\text{J}}}{3.9\times 10^{26}~{\text{W}}}}\approx 8\,900\,000~{\text{n}}{\breve {\text{a}}}{\text{m}},}
trong đó L☉ là độ sáng của mặt trời. Tuy cơ chế này tạo ra nhiều năng lượng hơn đa số các quá trình khác, bao gồm năng lượng hóa học, giá trị này vẫn không đủ để giải thích cho những bằng chứng địa chất rằng Trái Đất có tuổi đời hàng tỉ năm. Cuối cùng các nhà khoa học mới biết năng lượng nhiệt hạt nhân đã giúp các ngôi sao phát sáng và tồn tại trong một khoảng thời gian dài.